# National Challenge Cup de 1970
A National Challenge Cup de 1970 foi a 57ª temporada da competição futebolística mais antiga dos Estados Unidos. New York Greek Americans entra na competição defendendo o título.
O campeão da competição foi o Elizabeth SC conquistando seu primeiro título, e o vice campeão foi o Los Angeles Croatia.

## Participantes
| Entram na Primeira Fase |
| - Buffalo - Danube Swaben - Elizabeth SC - Fall River Americans - Leif Erikson Vikings - Los Angeles Croatia - Los Angeles Hungarians - Milwaukee Bavarian - Philadelphia Ukrainians - Philadelphia United German-Hungarians - San Francisco Scots - Slovaks - St. Louis Kutis SC - St. Philip Neri - Taunton |

## Premiação
| National Challenge Cup de 1970   |
| -------------------------------- |
| Elizabeth SC Campeão (1º título) |